# Manyo County
Manyo County ist eine Verwaltungseinheit im Bundesstaat Upper Nile des Südsudan. Das Gebiet umfasst eine Fläche von 6.684 km² und 2008 wurde die Einwohnerschaft auf 38.010 Personen geschätzt (5,68 E/km²). Die Einwohner gehören hauptsächlich zur Ethnie der Shilluk, die hauptsächlich von Fischfang und Landwirtschaft leben. 

## Geographie
Das Manyo County ist der nördlichste Landkreis des Südsudan am linken Ufer des Weißen Nils. Er grenzt im Norden an den Bundesstaat an-Nil al-abyad des Sudan, im Osten an den Bundesstaat Dschanub Kurdufan, sowie im Westen an das Renk County und im Süden an das Faschoda County des Südsudan.

## Geschichte
Historisch gehörte das Territorium zum Shilluk-Königreich („Läg Cøllø“, „Pödh Cøllø“, „Sudan“), welches im 16. Jahrhundert durch König Nyikang gegründet worden war. Die Dynastie der Könige der Shilluk besteht bis heute. Der Regent hat jedoch nur noch richterliche, moralische und religiöse Bedeutung.

## Verwaltungsgliederung
Das County ist unterteilt in vier Payam: Athidwoi, Kaka, Magenist und Wedakona.

## Klima
Hohe Temperaturen und eine Regenzeit von April bis Oktober prägen das tropisch-feuchte Klima. In der Trockenzeit steigen die Temperaturen auf durchschnittlich 36 Grad Celsius am Tag und weit über 20 Grad Celsius in der Nacht. In der Regenzeit liegen die Temperaturen bei 30–33 Grad Celsius tagsüber und 21–23 Grad Celsius nachts. Die Luftfeuchtigkeit liegt dann bei 70–80 %.